# شنتنا الحجر
شنتنا الحجر وحصتها، قرية رئيسية تابعة لمركز بركة السبع التابع لمحافظة المنوفية في جمهورية مصر العربية.

## التاريخ
قرية شنتنا الحجر من القرى القديمة، حيث وردت باسم «شنتنا الحجر» في أعمال جزيرة قوسينا ضمن قرى الروك الصلاحي التي أحصاها ابن مماتي في كتاب قوانين الدواوين، كما وردت باسم «شنتنا الحجر» في أعمال الغربية ضمن قرى الروك الناصري التي أحصاها ابن الجيعان في كتاب «التحفة السنية بأسماء البلاد المصرية». وفي العصر العثماني وردت باسم «شنتنا الحجر» في التربيع العثماني الذي أجراه الوالي العثماني سليمان باشا الخادم في عصر السلطان العثماني سليمان القانوني ضمن قرى ولاية الغربية، وفي تاريخ 1228هـ/1813م الذي عدّ قرى مصر بعد المسح الذي قام به محمد علي باشا باسم «شنتنا الحجر» ضمن قرى مديرية المنوفية.

## السكان
بلغ عدد سكان شنتنا الحجر 15,696 نسمة، حسب الإحصاء الرسمي لعام 2006.